# TV6 (polska stacja telewizyjna)
TV6 (Szóstka) – polska stacja telewizyjna, należąca do Telewizji Polsat. Kanał nadaje zarówno przez cyfrową telewizję naziemną (na multipleksie 2), jak i przez platformy cyfrowe (Polsat Box, Platforma Canal+ i Orange TV).

## Historia

### 2011–2013: Początki
Kanał rozpoczął swoją emisję 30 maja 2011 roku o godzinie 17.00, brytyjską odmianą programu Milionerzy w oryginalnej wersji językowej. W wersji z lektorem nadawano także jedne z nowszych ówcześnie edycji amerykańskich programów, takich jak m.in. Idol, Mam talent!, czy brytyjski Must Be the Music. W Szóstce emitowane były również animacje: M.A.S.K., Oggy i ferajna, Łebski Harry, Inspektor Gadżet, Digimon i inne. Od początku 2012 r. emitowany był serial anime Czarodziejka z Księżyca. Stacja przypominała również 4. i 5. edycję polskiej wersji Big Brothera, razem z materiałami Extra w okolicach północy.
W ramach kampanii promocyjnej od 23 kwietnia do 2 maja na antenie TV4 emitowano cykle programów w ramach projektu „Szóstka na Czwórce”. Pokazywano wtedy na szerzej dostępnej stacji m.in. brytyjską odmianę teleturnieju Hole In the Wall i oryginalną wersję programu Czysta chata – How Clean Is Your House?.
Do 31 lipca 2011 roku stacja nadawała w godzinach 12.30–01.00.

### 2013–obecnie
Od 4 lutego 2013 roku stacja nadawała w godzinach 05.55–05.00. 2 marca nastąpiła ponowna zmiana godzin nadawania (06.25–04.20). Od sierpnia 2013 stacja nadaje całodobowo.
30 marca 2013 roku stacja wprowadziła nową oprawę graficzną/antenową.
31 grudnia 2013 nadawcą i właścicielem stacji należącej dotąd formalnie do holdingu Polskie Media (który od 30 sierpnia 2013 roku w 100% należał do Telewizji Polsat) stała się Telewizja Polsat.
W 2013 roku emitowane były seriale, m.in.: Księga dżungli, Królewna Śnieżka, Czarodziejka z Księżyca, Oggy i ferajna, Simba, król lew, Świat według Bundych, Strażnik Teksasu, Pomoc domowa.
Od 7 września 2014 r. w niedziele o godz. 20.30 TV6 emitowała premierowe odcinki prześmiewczego obrazu telenowel pt. La Maviuta – gender romance (lub po prostu La Maviuta). Serial oparty jest na wenezuelskiej telenoweli „Osaczona”, do której polscy twórcy – w tym Bartek Kędzierski – stworzyli własne dialogi, a aktorzy podkładali głos pod to, co widać na ekranie. Powstało dwadzieścia 20-minutowych odcinków. Jego główna bohaterka, Fetora, to drag queen, która przed ponad dwudziestoma laty postanowiła zostać kobietą. Dzięki swojemu talentowi występuje w najlepszych lokalach Florydy. Jej życie osobiste diametralnie różni się od pełnego miłości i radości, o jakim śpiewa podczas występów.
Od 9 stycznia 2014 roku emitowany był serial znany z Polsatu pt. Rodzina zastępcza i Project Glee.
1 września 2014 roku stacja zaczęła nadawać pod hasłem „Masz Wybór”; od 29 września emitowany jest serial komediowy Miodowe lata. Do oferty dołączono m.in. Czarodzieje z Waverly Place, a każdy weekend rozpoczynały bajkowe poranki. Na początku 2015 r. rozpoczęto emisję serialu Czarodziejki, od 1 lipca był emitowany serial Hawaii Five-0, od 6 września 2015 roku emitowany był serial pt: Szczenięce lata Toma i Jerry’ego, a od marca 2016 r. serial Nieśmiertelny. Od 30 października emitowane były seriale Kacper i przyjaciele i Kaczor Donald przedstawia, a w 2017 Kacze opowieści.i V.I.P.. W 2018: V.I.P., Policjantki i policjanci, Medicopter 117, Buffy: Postrach wampirów, Drużyna A, MacGyver i Diagnoza morderstwo, a w 2019 roku także Detektywi w akcji, Paulina, Detektyw Monk, Sprawiedliwi – Wydział Kryminalny, Gwiazdy kabaretu i Gliniarz i prokurator.
W ciągu tygodnia w tzw. prime-timie TV6 emituje Miodowe lata oraz Całkiem nowe lata miodowe, program popularnonaukowy Galileo (nadawany od 1. odcinka), serię CSI – Kryminalne zagadki – odcinki z Miami, Nowego Jorku i Cyberprzestrzeni oraz serial Sprawiedliwi – Wydział Kryminalny. W 2018 r. większą część weekendowej ramówki stanowią odcinki serialu Policjantki i policjanci i Detektywi w akcji.
W styczniu 2019 r. TV6 definitywnie zakończyło nadawanie w formacie 4:3, również programów archiwalnych (zarówno wersja HDTV, jak i SDTV).
Od 3 marca do 5 maja 2019 roku w niedziele o godzinie 14.00 TV6 emitowała serial Nokaut. Były to emisje przedpremierowe w stosunku do Czwórki, która pokazywała nowe wydania w poniedziałki.
Od 1 stycznia do 31 grudnia 2020 roku emitowany jest program animowany pt: Kudłaty i Scooby Doo na tropie i wiele innych programów muzycznych, animowanych, komediowych, naukowych, przyrodniczych i wiele innych ze wszystkich części świata.
Od 1 stycznia do grudnia 31 roku po 10 urodzinach Telewizyjnej Szóstki emitowane są komedie, animacje, programy muzyczne, naukowe i przyrodnicze.
27 czerwca 2022 roku w naziemnej telewizji cyfrowej DVB-T2 udostępniono sygnał stacji w jakości HD.
3 sierpnia 2023 roku zmianie uległo logo stacji. Zmieniono także oprawę graficzną stacji, ujednolicając ją z oprawami innych kanałów Polsatu (wprowadzonych w sierpniu 2021). Zrezygnowano z dopisku „HD”.

## Logo
Podczas żałoby narodowej logo na ekranie przybiera kolor czarny.
| Okres obowiązywania                | Opis | Ilustracja |
| ---------------------------------- | --- | ---------- |
| od 30 maja 2011 do 3 sierpnia 2023 | Logo stworzone na wzór loga TV4. Stylizowana cyfra 6 w pomarańczowoczerwonym prostokącie z dwoma rogami zaokrąglonymi. Na ekranie logo półprzezroczyste. Do 30 marca 2013 roku logo nie występowało w oprawie graficznej.                                     |            |
| od 3 sierpnia 2023                 | Stylizowana cyfra 6 złożona z kilku pasów w różnych odcieniach zieleni, z czerwonym akcentem u góry cyfry. Na ekranie logo pojawia się w wersji wielokolorowej, po chwili zmienia się w wersję jednokolorową (zieloną) i finalnie staje się półprzezroczyste. |            |

Z oznaczeniem HD
| Okres obowiązywania                               | Opis | Ilustracja |
| ------------------------------------------------- | --- | ---------- |
| Pierwotny projekt loga (nieemitowany w telewizji) | Standardowe logo TV6 z wchodzącym na niego z prawej strony mniejszym bordowym prostokątem z napisem „HD”.   |            |
| od 15 maja 2017 do 3 sierpnia 2023                | Standardowe logo TV6, ale po prawej stronie na górze widnieje napis „HD”. Na ekranie logo półprzezroczyste. |            |